# Osiedle Przy Rezerwacie

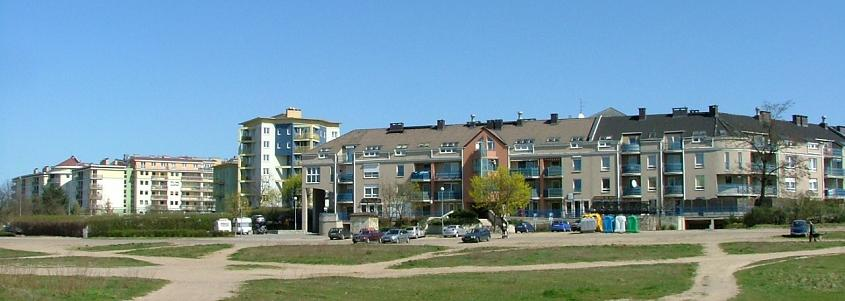
Osiedle Przy Rezerwacie od strony południowo-zachodniej

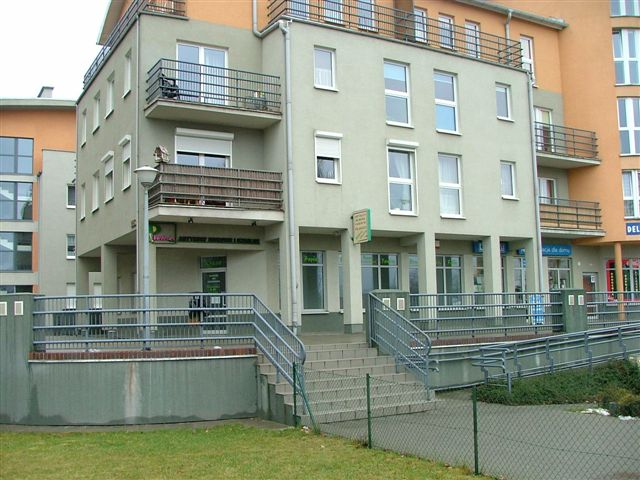
Fragment osiedla od strony ul. Naramowickiej

Osiedle Przy Rezerwacie – część Poznania, zlokalizowana na terenie Naramowic, na osiedlu samorządowym Naramowice, w widłach ulic Naramowickiej i Jasna Rola (od północy ograniczona ulicą Bolka). 

## Położenie
Jednostka na południu graniczy z Osiedlem Władysława Łokietka, od północy z Osiedlem Żurawiniec, na wschodzie z Osiedlem Zielona Podkowa, a na zachodzie z terenami leśnymi, w których znajduje się Rezerwat przyrody Żurawiniec – on właśnie dał nazwę osiedlu.

## Charakterystyka
Osiedle powstawało od końca XX wieku i w pierwszej dekadzie XXI wieku. Złożone jest z domów wielorodzinnych o urozmaiconych bryłach, barwach i różnej liczbie kondygnacji (najwyższy dom ma ich 7). Strukturę zabudowy urozmaicają wewnętrzne dziedzińce i podcienia. Od strony ul. Naramowickiej znajdują się lokale handlowe, usługowe i sieciowa pizzeria. Na osiedlu otwarto także urząd pocztowy. W pobliżu osiedla znajduje się Kościół Matki Boskiej Częstochowskiej. 

## Komunikacja
Dojazd do osiedla zapewniają autobusy MPK Poznań linii 146, 167, 911 i 214 (nocny) i 224 (nocny).